# Велимченская сельская община
Велимченская сельская община (укр. Велимченська сільська громада) — территориальная община в Ковельском районе Волынской области Украины.
Административный центр — село Велимче.
Население составляет 3914 человек. Площадь — 110,5 км².
В соответствии с распоряжением Кабинета Министров Украины от 12 июня 2020 года, в состав общины вошла территория Велимченского и Датынского сельских советов упразднённого Ратновского района.

## Населённые пункты
В состав общины входит 4 села:
- Велимче
  - Дошно
- Датынский старостинский округ:
  - Датынь
  - Заполье